# Risto Jankov
Risto Jankov (en macedonio: Дарко Велковски; Skopie, 5 de septiembre de 1998) es un futbolista macedonio que juega en la demarcación de portero para el K. F. Shkëndija de la Primera División de Macedonia del Norte.

## Selección nacional
Tras jugar con la selección de fútbol sub-17 de Macedonia del Norte, la sub-18, la sub-19 y la sub-21, finalmente fue convocado en marzo de 2021 para tres partidos de clasificación para la Copa Mundial de Fútbol de 2022, aunque no llegó a debutar. También formó parte del equipo que disputó la Eurocopa 2020, de nuevo sin llegar a jugar ningún minuto.

## Clubes
| Club                          | País                | Año       | Partidos | Goles |
| ----------------------------- | ------------------- | --------- | -------- | ----- |
| F. K. Rabotnički              | Macedonia del Norte | 2015-2017 | 0        | 0     |
| FK Lokomotiva Skopje (cedido) | Macedonia del Norte | 2017      | 0        | 0     |
| F. K. Rabotnički              | Macedonia del Norte | 2017-2022 | 56       | 0     |
| F. C. Caspiy                  | Kazajistán          | 2022      | 2        | 0     |
| F. C. Politehnica Iași        | Rumania             | 2022-2024 | 16       | 0     |
| F. K. Bregalnica Štip         | Macedonia del Norte | 2024      | 12       | 0     |
| G. F. K. Tikvesh              | Macedonia del Norte | 2024      | 12       | 0     |
| K. F. Shkëndija               | Macedonia del Norte | 2025-     | 3        | 0     |

## Palmarés

### Títulos nacionales
| Título                                  | Club            | País                | Año  |
| --------------------------------------- | --------------- | ------------------- | ---- |
| Primera División de Macedonia del Norte | K. F. Shkëndija | Macedonia del Norte | 2025 |